# Witstipgrasuil
De witstipgrasuil (Mythimna albipuncta, synoniem Aletia albipuncta) is een nachtvlinder uit de familie Noctuidae, de uilen. De imago kan verward worden met de gekraagde grasuil. De voorvleugellengte bedraagt tussen de 14 en 17 millimeter. De soort overwintert als rups.

## Waardplanten
De witstipgrasuil heeft diverse grassen als waardplant. De rups foerageert vooral 's nachts.

## Voorkomen in Nederland en België
De witstipgrasuil is in Nederland en België een gewone vlinder, die in het noorden van Nederland minder algemeen is. De vliegtijd is van half april tot begin november. Volgens Vlindernet en Waring en Townsend (zie beneden) is de witstipgrasuil een trekvlinder, maar niet volgens de Trekvlinderregistratie van de werkgroep Vlinderfaunistiek van het EIS.

## Bron
- Paul Waring en Martin Townsend, Nachtvlinders, veldgids met alle in Nederland en België voorkomende soorten, Baarn, 2006.

## Noot
1. ↑  Trekvlinders, met een volledige lijst van 'echte' trekvlinders in Nederland.